# Cryptantha chispae
Cryptantha chispae là loài thực vật có hoa trong họ Mồ hôi. Loài này được J.Grau mô tả khoa học đầu tiên năm 1981.